# 魔獸世界卡牌遊戲
魔獸世界卡牌遊戲(World of Warcraft Trading Card Game)，又叫魔兽世界集换卡牌，简称魔兽卡牌是一種以線上遊戲魔獸世界為背景的交換卡片遊戲。首次系列發售於2006年十月。遊戲綜合魔法風雲會與桌上角色扮演遊戲的特色，玩家可扮演魔獸世界裡的英雄進行戰鬥。遊戲方式大致分為兩類：其一是玩家之間的對戰，這一種玩法是最普遍的，主要進行模式是一對一的戰鬥，但遊戲亦允許多人的組隊對戰，重現在遊戲中的PvP戰鬥；其二是由數個玩家組隊攻擊另一個扮演魔王的玩家，扮演魔王的玩家將使用特別的咭組，當中包括強大的魔王角色及其爪牙，這重現遊戲中的PvE副本任務。這遊戲的另一點特色是一些遊戲卡為刮刮卡，將卡片上的序號登入魔獸世界便可在遊戲裡獲得相對的物品。

## 卡牌種類
一副卡組中的卡主要分成以下種類的卡。

### 英雄
英雄是一副卡組的組成重心，卡組以英雄為重心構成。各英雄分屬魔獸世界中的兩大對立陣營：聯盟或部落，並作為該陣營下的種族成員(組成聯盟的人類、矮人、地精、夜精靈、德萊尼和狼人，及組成部落的獸人、牛頭人、食人妖、血精靈、不死族和哥布林)，各英雄亦有一種職業：德魯伊、獵人、法師、聖騎士、牧師、盜賊、薩滿、術士、戰士或死亡騎士，不同職業的英雄在生命值方面亦有不同，在戰鬥中，英雄的生命值歸零就算是落敗。不同英雄有不同的能力，可以在戰鬥中使用一次。另外，英雄身上還有天賦和專業技能。以上各項都會影響可以使用的卡牌種類。

### 盟軍
盟軍是一副牌組的主要戰鬥力。盟軍和英雄一樣分成聯盟和部落兩大陣營，和英雄屬於同一陣營的盟軍才可以協助英雄戰鬥。盟軍卡上有其召喚所需的資源數、生命值、攻擊力和特殊能力。在戰鬥中，如果盟軍的生命值歸零就算被消滅。除了聯盟和部落的盟軍，亦有中立盟軍，中立盟軍可以協助任何陣營的英雄，但當中再以聲望劃分，同一牌組中，只能放入一種聲望的盟軍。

### 技能
技能是英雄在對局中能使用的能力，提供各種效果。技能主要以職業劃分，各英雄只能使用和自己的職業相同的技能。不同技能在使用時要消耗不同數目的資源。部份技能為各職業通用。

### 裝備
裝備是英雄能穿上身的防具和武器。防具和武器有使用上的職業限定，職業不符的英雄在構築牌組時無法加入該裝備。為英雄裝備武器和防具需要消耗資源，大部份武器在揮動時同樣要花費資源。武器具有攻擊力，這是對目標進行傷害的點數。防具有防禦力，這是能減少英雄傷害的點數，即使對方的攻擊力超過防具的防禦力，防具並不會因普通攻擊而破損，兩者的數值差由英雄承受。

### 任務
任務是只能成為資源的卡牌。玩家可以在任何時候選擇進行任務，完成任務的條件列在卡上，當玩家完成後，可以得到如同卡上所寫的獎勵，並將任務翻為面朝下。

## 基本規則

### 卡組組成規則
1. 每一副卡組必須最少由60張卡組成(不計英雄卡)。
2. 同一副卡組中，同一張卡不能有四張以上。
3. 組成卡組的卡必須符合相應的英雄卡上的陣營、種族、職業和天賦才可以使用。
4. 卡組中各種卡的比例並沒有規定，玩家可以自由組合。

### 遊戲勝利條件
1. 敵對玩家所使用的英雄生命值歸零。
2. 敵對玩家必須抽卡時，牌庫的牌已經用完。
3. 達成某些牌上的條件。

### 基本流程
對戰雙方互相洗均卡組。再以擲骰子或其他方法決定攻守先後次序。雙方各自由卡組最頂抽出七張卡。如果玩家不滿手上的卡，可以把手上的卡放回卡組，交由對手把卡組重洗一次，重新抽七張卡，每個玩家只有一次重新抽卡的機會。先攻的玩家開始行動，然後在回合結束後，後攻的玩家開始行動，之後又回到先攻玩家的回合。遊戲直到有任何一方達成勝利條件才會結束。為了稍微彌補後手的劣勢，先手玩家第一回合將掠過一次抽牌。

## 外部連結
- （英文）介紹規則與檢索卡片的網站
- （繁體中文）香港繁體官方網站
- （繁體中文）台灣繁體官方網站

1. ↑  . 巴哈姆特電玩資訊站.   [2023-01-31]. （原始内容存档于2023-01-31）.